# Registro scolastico
Il registro scolastico è un documento previsto dal sistema scolastico italiano. 
L'obbligo venne sancito dall'art 41 del regio decreto aprile 1924, n. 965. 
Il decreto legge del 6 luglio 2012, n. 95, convertito con modificazioni dalla legge 7 agosto 2012 n. 135, ha introdotto l'obbligo del registro elettronico: il relativo comma 31, tuttavia, è perlopiù interpretato come ordinatorio e non perentorio, in quanto il vero e proprio obbligo scatterà una volta che sarà attuato - e approvato dal Garante della Privacy - il "Piano di dematerializzazione" del Ministero dell'Istruzione.

## Caratteristiche
Come ogni atto pubblico, non deve essere contraffatto o distrutto. L'insieme dei registri vale anche ad attestare la presenza del docente in classe, come stabilito dalla Corte di cassazione sezione lavoro con sentenza n. 11025/2006.
Laddove le scuole abbiano adottato integralmente il registro elettronico on line, la validità del documento amministrativo (registri e pagelle) nel formato informatico è normata dall'articolo 20 del D. lgs. 82/2005 che indica oggettive caratteristiche di “qualità, sicurezza, integrità e immodificabilità”, tutte da dimostrare in assenza di certificazione dal Garante della Privacy, e alla sottoscrizione con “firma elettronica avanzata, qualificata o digitale,  che garantiscano l'identificabilità dell'autore, l'integrità e l'immodificabilità del documento” di docenti e Dirigente Scolastico (art 21), che sono a tutti gli effetti pubblici ufficiali (secondo le sentenze n.12726/2000 e n. 714/201 della V sezione penale della Corte di Cassazione).

## Tipologie
Esistono due tipologie di registri scolastici. Le istituzioni scolastiche possono costituirne singolarmente altri con ulteriori funzioni (es. Registro delle comunicazioni per gli studenti).

### Registro di classe
Nel registro di classe vengono depositate le firme dei professori, le assenze, le giustificazioni degli studenti, i compiti assegnati, i lavori svolti e i dati generali degli studenti. La sua funzione è quella di annotare le sanzioni disciplinari, i compiti assegnati e il programma scolastico svolto dai docenti in ogni singola giornata, le assenze e le giustificazioni. Insieme al Registro del professore, attesta, inoltre, la presenza dei docenti in classe. Il Registro è visionabile da tutti gli studenti della classe; può essere modificato dai docenti, dal dirigente scolastico, e dal presidente dell'assemblea di classe limitatamente alle funzioni della stessa. Il decreto legge n° 95/2012 introduce, per le istituzioni scolastiche e i docenti, l'obbligo di dotarsi di registro elettronico a decorrere dall'anno scolastico 2012-2013.

### Registro del professore
È un documento cartaceo di cui deve dotarsi personalmente ogni singolo insegnante nel quale si annotano assenze e valutazioni relative ad ogni studente nella propria materia. La Corte di Cassazione Sez. Quinta Pen. con sentenza dell'11 gennaio 2010, n. 714 ha affermato che: "Il registro del professore [...] è atto pubblico, in quanto attesta le attività compiute dal pubblico ufficiale che lo redige, con riferimento a fatti avvenuti in sua presenza o da lui percepiti". Il registro del docente può quindi essere visionato dagli interessati, salvo che contenga dati personali degli studenti.